# 3 Count
 Der er for få eller ingen kildehenvisninger i dec. 2024, hvilket er et problem. Du kan hjælpe ved at angive troværdige kilder til de påstande, som fremføres.

3 Count var en gruppe af wrestlere i WCW, der blev dannet i december 1999 og eksisterede frem til firmaets lukning i 2001.

## Medlemmer
- Evan Karagias dannede gruppen, og fungerede som leder. I oktober 2000 forlod han gruppen, og dannede i stedet et tag team med Jamie Knoble. Han vendte dog tilbage da Shane Helms forlod gruppen, og taggede med Shannon Moore.
- Shane Helms, også kendt som "Sugar" Shane Helms, brød ud af gruppen i februar 2001.
- Shannon Moore, også kendt som "Hittie", var det eneste medlem af 3 Count, som var konsistent medlem gennem hele holdets historie.